# Grandison Delaney Royston

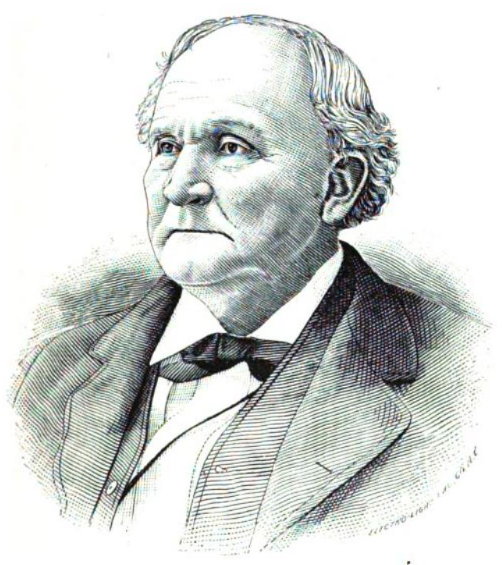
Royston

Grandison Delaney Royston (* 9. Dezember 1809 im Carter County, Tennessee; † 14. August 1889 in Washington, Arkansas) war ein US-amerikanischer Politiker und Jurist.

## Werdegang
Royston wurde in Tennessee geboren, wuchs dort auf und zog dann nach Arkansas. Dort nahm er 1836 und 1877 als Delegierter an den Verfassunggebenden Versammlungen teil. Royston war 1836 sowie zwischen 1843 und 1844 Bundesstaatsanwalt in Arkansas. Er saß 1837 im Repräsentantenhaus von Arkansas und 1858 im Senat von Arkansas. Während des Bürgerkrieges vertrat er Arkansas zwischen 1862 und 1864 als Abgeordneter im ersten Konföderiertenkongress. Bei seiner Wiederwahlkandidatur 1863 erlitt er eine Niederlage. Er verstarb 1889 in Washington (Hempstead County) und wurde dann dort auf dem Presbyterian Cemetery beigesetzt.

## Familie
Royston war mit Mary Clarissa Bates (1819–1890) verheiratet. Das Paar hatte mindestens vier gemeinsame Kinder: Charles E. (1843–1910), Mary Elizabeth (1847–1855), Catharine Frances (1849–1858) und Irene (1852–1932).